# Golf van Oristano
De Golf van Oristano (Italiaans: Golfo di Oristano, Sardijns: Golfu de Aristanis) is een golf in de Zee van Sardinië, bij Oristano, aan de westkust van Sardinië.
De golf wordt vanuit het noorden begrensd door Capo San Marco, onderdeel van het schiereiland Sinis en vanuit het zuiden door Capo Frasca. De baai wordt omgeven door de provincies Oristano en Zuid-Sardinië. Vlakbij de baai liggen verschillende moerassen, waaronder Stagno di Cabras, Stagno di Mistras en Stagno di Santa Giusta.
De belangrijkste menselijke activiteiten zijn visserij, visteelt en de visverwerkende industrie, waaronder de productie van bottarga. Het toerisme neemt toe, vooral in de plaatsen San Giovanni di Sinis, Marina di Torre Grande en Arborea Lido.